# Saumont-la-Poterie
Saumont-la-Poterie és un municipi francès situat al departament del Sena Marítim i a la regió de Normandia. L'any 2007 tenia 388 habitants.

## Demografia

### Població
El 2007 la població de fet de Saumont-la-Poterie era de 388 persones. Hi havia 140 famílies de les quals 32 eren unipersonals (16 homes vivint sols i 16 dones vivint soles), 36 parelles sense fills, 68 parelles amb fills i 4 famílies monoparentals amb fills.
La població ha evolucionat segons el següent gràfic:
Habitants censats

### Habitatges
El 2007 hi havia 173 habitatges, 138 eren l'habitatge principal de la família, 28 eren segones residències i 6 estaven desocupats. 171 eren cases i 1 era un apartament. Dels 138 habitatges principals, 114 estaven ocupats pels seus propietaris, 19 estaven llogats i ocupats pels llogaters i 5 estaven cedits a títol gratuït; 5 tenien dues cambres, 20 en tenien tres, 42 en tenien quatre i 72 en tenien cinc o més. 91 habitatges disposaven pel capbaix d'una plaça de pàrquing. A 58 habitatges hi havia un automòbil i a 71 n'hi havia dos o més.

### Piràmide de població
La piràmide de població per edats i sexe el 2009 era:
| Homes | Edats   | Dones |
| ----- | ------- | ----- |
| 0     | 95 o +  | 0     |
| 0     | 90 a 94 | 0     |
| 0     | 85 a 89 | 0     |
| 4     | 80 a 84 | 0     |
| 4     | 75 a 79 | 4     |
| 12    | 70 a 74 | 16    |
| 4     | 65 a 69 | 4     |
| 0     | 60 a 64 | 8     |
| 8     | 55 a 59 | 0     |
| 8     | 50 a 54 | 12    |
| 8     | 45 a 49 | 12    |
| 24    | 40 a 44 | 8     |
| 24    | 35 a 39 | 16    |
| 28    | 30 a 34 | 20    |
| 8     | 25 a 29 | 16    |
| 28    | 20 a 24 | 0     |
| 8     | 15 a 19 | 0     |
| 24    | 10 a 14 | 16    |
| 16    | 5 a 9   | 12    |
| 8     | 0 a 4   | 20    |

## Economia
El 2007 la població en edat de treballar era de 273 persones, 209 eren actives i 64 eren inactives. De les 209 persones actives 189 estaven ocupades (107 homes i 82 dones) i 21 estaven aturades (7 homes i 14 dones). De les 64 persones inactives 16 estaven jubilades, 28 estaven estudiant i 20 estaven classificades com a «altres inactius».

### Ingressos
El 2009 a Saumont-la-Poterie hi havia 156 unitats fiscals que integraven 411,5 persones, la mediana anual d'ingressos fiscals per persona era de 17.136 €.

### Activitats econòmiques
Dels 14 establiments que hi havia el 2007, 3 eren d'empreses de construcció, 6 d'empreses de comerç i reparació d'automòbils, 1 d'una empresa d'hostatgeria i restauració i 4 d'empreses de serveis.
Dels 3 establiments de servei als particulars que hi havia el 2009, 1 era un paleta, 1 fusteria i 1 electricista.
L'any 2000 a Saumont-la-Poterie hi havia 20 explotacions agrícoles que ocupaven un total de 1.064 hectàrees.

## Equipaments sanitaris i escolars
El 2009 hi havia una escola elemental integrada dins d'un grup escolar amb les comunes properes formant una escola dispersa.

## Poblacions més properes
El següent diagrama mostra les poblacions més properes.